# Ruf von Yara
Der Ruf von Yara (span.: Grito de Yara) bezeichnet den Beginn des Unabhängigkeitskampfes Kubas gegen die spanische Kolonialmacht. Carlos Manuel de Céspedes ließ die Sklaven auf seiner Zuckerhacienda in Yara frei und rief zum Kampf gegen die Spanier auf.

## Historische Hintergründe
In der Nacht vom 9. zum 10. Oktober 1868 begann in der kubanischen Zuckerhacienda La Demajagua der zehnjährige Krieg. Zu diesem Zeitpunkt gab Carlos Manuel de Céspedes das Manifest der Revolutionsregierung der Insel Kuba bekannt. Darin werden die Ideen und Ziele der revolutionären Bewegung benannt, welche die Unabhängigkeit Kubas, basierend auf der Gleichheit aller Menschen, ob Schwarze oder Weiße, Spanier oder Kubaner, sowie befördert durch den Pfarrer Félix Varela, die Befreiung der Sklaven zum Ziel hatte.

Flagge der Unabhängigkeitsbewegung, erstmals benutzt während des Rufs von Yara

Die Flagge, welche Carlos Manuel de Céspedes benutzte, ist durch die Flagge Chiles inspiriert. Sie wurde von Candelaria Acosta (Cambula) entworfen, während der Stern von Emilio Tamayo gezeichnet wurde. Die Fahne wurde im Osten Kubas als Flagge der neuen Republik in Waffen benutzt, bis das Banner durch das Asamblea de Guáimaro durch die Version von Narciso López ersetzt wurde.
Die ursprüngliche Idee von Carlos M. de Céspedes, später Padre de la Patria (Vater des Vaterlandes) genannt, war die Einnahme der Stadt Manzanillo. Der Grund war nicht nur die Nähe zum Ort des Aufrufes, sondern vor allem die Bedeutung dieses Gebietes. Auf Grund des fehlenden Überraschungsmomentes, der fehlenden Kampferfahrung der Umstürzler sowie fehlender Feuerwaffen wurde dieser Plan aufgegeben. Trotzdem wurde Céspedes’ Komposition Marsch von Manzanillo, eine patriotische Hymne, die den Kampfgeist der Bewohner Manzanillos antreiben sollte, als das Manifest der Revolution in Manzanillo unterzeichnet wurde, und nicht in dem Ort, wo sie erwiesenermaßen beschworen wurde: in der Zuckerhacienda La Demajagua.
Nach Beendigung der Versammlung, die von Carlos Manuel de Céspedes in der Demajagua abgehalten wurde, und angesichts der Unmöglichkeit der Einnahme der Hafenstadt Manzanillo, entschieden die ungefähr 600 Revolutionäre in Richtung Sierra de Naguas zu marschieren, mit dem Ziel, die Truppenstärke der Aufständischen zu erhöhen. Als sie die Stadt Yara passierten, wurden sie jedoch von einer spanischen Einheit aus Bayamo auseinandergetrieben.
Der Beginn des zehnjährigen Krieges wurde letztlich mit Yara identifiziert. Obwohl die Versammlung und deren Folgen anfangs unbemerkt blieben, wurde die Nachricht über das Scheitern der Aufständischen von Yara später durch einen General an die Presse in Havanna und Madrid gegeben.